# Червоний терор у Феодосії
Червоний терор у Феодосії — червоний терор, що чинили у Феодосії в 1917—1921 роках в періоди становлення та панування Радянської влади. Історики окремо виділяють два особливо сильні спалахи терору: перший — взимку 1917—1918 років в перші місяці після Жовтневої революції, другий — з листопада 1920 по кінець 1921 років, після остаточного захоплення Криму більшовиками.

## Терор зими 1917—1918 років
Феодосія зими 1917—1918 років являла собою жваву перевалочну базу — з Кавказького фронту в порт Феодосії приходили судна з демобілізованими солдатами, які вже звідси відправлялися по всій колишній Російської імперії.

### Встановлення радянської влади в січні 1918 року
Встановлення радянської влади у Феодосії йшло за звичним для всіх кримських міст сценарієм: в місто входили національні частини кримських татар («ескадронці»), вірні Раді народних представників (Кримський крайовий уряд), що спробували роззброїти збільшовизованих демобілізованих солдатів місцевого гарнізону; ті, не бажаючи роззброюватися, влаштували бунт — 2 (15) січня 1918, перебивши багатьох ескадронців. Рада народних представників послала до Феодосії додаткові сили, для наведення порядку; сформований 3 (16) січня 1918 Феодосійський ревком під головуванням прапорщика більшовика Івана Федька звернувся за допомогою до Севастопольського Центрофлоту.
На рейд Феодосії прибули есмінці «Фідонісі», «Пронзітельний», «Каліакрія» із загоном революційних матросів на борту, під командуванням анархіста А. В. Мокроусова, на узбережжі був висаджений десант. Загони ескадронців відступили вглиб півострова, а севастопольські матроси стратили місцевих офіцерів, що потрапили до них у руки. Феодосійський ревком видав наказ № 3, що містив вимогу повідомляти про всіх «осіб, що проводять антирадянську агітацію», і прямо наказував розстрілювати на місці всіх «прихованих агентів контрреволюції», що агітували проти радянської влади. Одним з перших був страчений відомий феодосійський домовласник, генерал-майор Сергій Шелковников. Його спільно з шістьма іншими офіцерами заарештували, ув'язнили, а через кілька днів розстріляли.
Наступною жертвою революційних матросів стали офіцери 491-о піхотного Варнавінского полку, яким не пощастило прибути на судні з Кавказького фронту прямо в розпал описуваних подій. есмінець «Гаджибей» чекав судно на рейді. Матроси «Хаджибея» зупинили судно та віддали наказ видати їм всіх офіцерів, які перебувають на борту. Солдати полку відмовилися і навіть збиралися дати збройну відсіч, приготувавши кулемети, але «Гаджибей» пригрозив застосувати проти судна торпеди. Ця загроза подіяла та рядові видали всіх своїх офіцерів, в кількості шістдесяти трьох осіб. Всі вони були розстріляні на Новоросійському молу.
Феодосійська рада, очолювана більшовиком лікарем С. В. Константиновим, зайняла помірковану позицію та подальшого побиття «контрреволюції» у Феодосії не було. Проте вже 26 січні (8 лютого) 1918 року місцеві загони червоної гвардії під керівництвом І. Ф. Федько і А. В. Мокроусова змістили старий склад ради, як «угодовців з буржуазією та саботажників».
Але й після цього подальшого терору в Феодосії не відбувалося, в чому жителі Феодосії бачили заслугу виключно першого радянського коменданта міста більшовика М. Ф. Барсова, який прямо заявив севастопольським революціонерам: «Буржуї тут мої і нікому чужим їх різати не дозволю».

### Терор після декрету Раднаркому від 21 лютого 1918
До кінця січня 1918 фінансове життя на півострові прийшло в повний занепад. Кримська скарбниця була порожня. Робітникам, морякам флоту та службовцям було нічим платити заробітну плату, нема на що закуповувати продовольство та інше. Більшовицькі ревкоми, яким де-факто належала влада, вирішили застосувати «контрибуції» — певні та величезні суми, які у вельми обмежений термін повинні були вносити на користь рад пойменовані ними особи, окремі соціальні групи («буржуї»), цілі адміністративні одиниці. Феодосійська буржуазія була обкладена п'ятьма мільйонами рублів. Внести таку величезну суму було фізично неможливо. Тоді стали брати заручників, як гарантів виконання контрибуції, з числа родичів тих, хто повинен був її вносити. Невиконання контрибуцій послужило одним із приводів до безсудових розправ, що застосовувалися по всьому Криму в останній декаді лютого 1918.
Безпосереднім поштовхом до нового витка терору послужив декрет Ради народних комісарів «Соціалістична вітчизна в небезпеці!», від 21 лютого 1918 року в зв'язку з початком німецького наступу на Східному фронті, зруйнованому демобілізацією Російської армії. Декрет повертав смертну кару, скасовану II з'їздом Рад. Причому правом розстрілу без суду наділялися червоногвардійці. ось характерні витримки: «6) У ці батальйони повинні бути включені всі працездатні члени буржуазного класу, чоловіки та жінки, під наглядом червоногвардійців; тих хто чинить опір — розстрілювати…. 8) Ворожі агенти, контрреволюційні агітатори, німецькі шпигуни розстрілюються на місці злочину». Декрет широко розтиражували радянською печаттю Криму, а Чорноморському Центрофлоту прийшла окрема телеграма від члена колегії народного комісаріату з морських справ Ф. Ф. Раскольникова, яка наказувала «шукати змовників серед морських офіцерів та негайно задавити цю гідру». Декрет та телеграма впали на підготовлений ґрунт.
У Феодосії революційні матроси вчинили арешти «осіб, що належать до буржуазного класу» і розстріляли «найвідоміших своєю контрреволюційною діяльністю» і «буржуїв, які не внесли контрибуцію» з числа заарештованих. Увійшовши в раж, матроси навіть спробували розігнати Феодосійську раду. У ході справляння контрибуцій були розорені багато дач, в тому числі приміщення картинної галереї І. К. Айвазовського. Кілька його полотен були покарбовані багнетами, а деякі продані прямо на вулиці.

## Терор кінця 1920—1921 років

### Стихійний терор
Евакуація з Феодосійського порту пройшла найбільш невдалим чином порівняно з іншими пунктами кримської евакуації. не зміг повністю завантажитися на судно навіть Кубанський корпус, якому наказувалося евакуюватися з Феодосії — були залишені 1-а Кубанська козача дивізія та Терско-Астраханська бригада. У місті залишилися багато тисяч охочих евакуюватися: солдати та офіцери Російської армії, відстали від своїх полків, окремі батареї, роти і команди, тилові установи, госпіталь, забитий пораненими та хворими, родини військовослужбовців та чиновників. Зокрема, в полон потрапили Сирецький госпіталь Червоного Хреста, 2-й армійський запасний батальйон, тилові частини 52-о піхотного Віленського полку 13-ї піхотної дивізії, до ста чинів Одеських кулеметних курсів, польовий евакопункт N 16, Феодосійський армійський евакопункт та інші частини та установи.
14 листопада 1920 в 10½ години вечора до Феодосії увійшли передові частини 3-о кінного корпусу Червоної армії. Ближче до півночі, слідом за червоною кавалерією, в місто увійшов авангард 89-ї бригади 30-й Іркутської дивізії — 265-й стрілецький полк А. П. Кононова. 15 листопада був утворений Особливий відділ ЧК при Феодосійському Військово-революційному комітеті. Начальник особливого відділу був призначений колишній феодосійський підпільник А. С. Цвєльов. Вранці 16 листопада 1920 в місто увійшов 78-й стрілецький полк під командуванням М. Д. Токмакова, що є авангардом 26-й і 27-ї бригади 9-ї стрілецької дивізії РСЧА Миколи Куйбишева. За спогадами Івана Шевченка, ад'ютанта цього полку, 9-я дивізія взяла в полон у Феодосії 12 000 осіб. 3-му кінному корпусу здалося «за договором про збереження життя» 3000 осіб.
Терор розпочався одразу ж по заняттю червоними міста. Так, в ніч з 16 на 17 листопада 1920 за наказом комісара 9-ї дивізії М. Лісовського на залізничному вокзалі були розстріляні всі знаходяться там поранені офіцери та солдати команди одужуючих Віленського полку, всього близько ста осіб. Можливо, це була помста, оскільки 9-а дивізія червоних неодноразово зустрічалася з Віленським полком на полях Північної Таврії. У першу ж ніч було вбито 420 осіб.

### Терор вступив в організовану фазу
16 листопада 1920 був сформований Військово-революційний комітет Феодосійської повіту, який розмістився в готелі «Асторія». У той же день наказом № 1 начальника гарнізону була оголошена реєстрація всіх колишніх військовослужбовців Російської армії. Пункт реєстрації також розмістився в «Асторії». У той же день за наказом № 6 Кримревкома головою Феодосійського ВРК був призначений Жеребін, членами: Василь Шебакін, Аблямитов Умер та Степан Мавроді.
17 листопада 1920 в місті був вивішений наказ № 4 Кримревкома про обов'язкову реєстрацію в триденний термін іноземців, осіб, що прибули до Криму в періоди відсутності там радянської влади, офіцерів, чиновників та солдатів армії Врангеля. По ньому на реєстрацію стало більше 4500 осіб, яких спочатку не затримували. Незважаючи на чутки про масові розстріли в Сімферополі та Керчі, з'явилася надія на те, що більшовики виконають обіцянку про амністію тим, хто здався, і в лицарському ставленні до населення, дане 11 листопада 1920. Але через дві доби після закінчення реєстрації була оголошена перереєстрація. Всіх, хто з'явилися, негайно заарештовували і під конвоєм відправляли в пустощі казарми Віленського та Кримського полків, на дачу місцевого фабриканта-табачника Месаксуді і в бараки курських робітників-залізничників, які пішли з білими з Курська при відступі восени 1919 року, побудованих спеціально для них на Феодосійському Карантині. Самих робітників в ніч з 19 на 20 листопада 1920, разом з дружинами та дітьми, числом до 400 осіб, вигнали з табору та розстріляли на мисі Святого Іллі з кулеметів. На місці бараків був організований концтабір, в якому умови утримання були жахливими — ув'язнені були настільки щільно набиті в казарми табору, що спати доводилося на підлозі приміщень і у дворі на одному боці. Для того щоб перевернутися на інший бік, перевертатися доводилося всім поруч одночасно. Червоноармійці ОСНАЗ та чекісти систематично били і оббирали ув'язнених, багато з яких втратили навіть нижню білизну та натільні хрести. Розстріли проводилися також прямо в казармах Віленського полку, також перетворених на концтабір. У них одночасно містилося до 500 колишніх військовослужбовців Російської армії. Наприкінці грудня 1920 там було вчинено кілька масових розстрілів.
З самого початку перебування в концтаборі ув'язнених почали сортувати на дві категорії — на тих, хто служив виключно білим, і тих, хто за час Громадянської війни був мобілізований та тієї, і іншої протиборчою стороною. «Чисто-білих» щоночі розстрілювали з кулеметів на мисі Святого Іллі або за міським кладовищем. На мисі Святого Іллі трупи розстріляних звалювали в балки. Місця розстрілів охоронялися бійцями, які відганяли жителів та родичів розстріляних, які намагалися забрати тіла для поховання. Відомі випадки, коли людей зв'язували колючим або простим дротом і топили за Чумною горою в море.
«Біло-червоним» пропонувалося вступити в Червону армію. Що не погодилися або не прийнятих з яких-небудь причин також розстрілювали, а тих, які погодилися, відправляли в польові табори особливих відділів 6-й і 4-й червоних армій під Бахчисараєм, Джанкоєм, Керчю та Сімферополем, де їх теж розстрілювали, через брак продовольства та солдатів для їхньої охорони.
Можливо, настільки масові та швидкі розстріли були пов'язані з тим, що вбивці поспішали — 9-а дивізія РККА покидала Феодосію у зв'язку з перекиданням на Кавказ для боротьби з кубанськими повстанцями та передавала місто 46-й стрілецької дивізії РСЧА. Коли 9-а дивізія РСЧА через всього лише 15 днів покидала Феодосію, начальник її Особливого відділу доповідав: «Із зареєстрованих та затриманих у Феодосії білогвардійців в кількості приблизного підрахунку — 1100, розстріляно 1006. Відпущено 15 і відправлено на північ 79 осіб». І це лише дані про роботу особливого відділу однієї дивізії.
46-й дивізією командував той самий І. Ф. Федько, який був одним з організаторів червоного терору зими 1917—1918 років. Згодом його ім'я було увічнено у назві однієї з центральних феодосійських вулиць. Виконавці страт — особливий відділ дивізії (очолюваний Зотов, і його заступником Островським, відомим на півдні своєю крайньою жорстокістю), комендантські команди та батальйон ОСНАЗ — були на 70 % укомплектовані естонцями з недавно розформованої Естонської стрілецької дивізії РСЧА. Феодосійський відділ ЧК, морський та дивізійний особливі відділи розмістилися в Картинній галереї Айвазовського, зазначивши розміщення п'яною оргією, під час якої багнетами були покарбовані три картини художника.
Розстріли також чинили на Карантині, Чумній та Лисій горах (де розташована телевежа). В Судаку розстріли проводилися на горі Алчак. Трупи розстріляних скидали в старі генуезькі колодязі. Після їхнього повного заповнення ув'язнених стали виводити на роботи в «копі», заздалегідь змушували рити загальні могили, а потім з настанням темряви розстрілювали, попередньо обібравши до хрестика.

Один з феодосійських більшовиків, протестуючи проти масових страт в листі на адресу ЦК РКП (б), так описав страту 29 осіб, хворих, інвалідів, напередодні покладених в госпіталь: 
Розстріл був здійснений неймовірно жорстокими умовами: призначені до розстрілу попередньо роздягалися догола і в такому вигляді відправлялися на місце розстрілу. Тут, мабуть, стрільба проводилася прямо в натовп, багато з розстрілюваних виявлялися не вбитими, а лише легко пораненим… ті поранені, яких не добили через недогляд, розбігалися, розповзалися але околицях. Їх поява в селах і на околицях юрода справляло моторошне враження на населення… Їх ховали, годували, виходжували. Потім починалася ланцюгова реакція розстрілів приховувачів…
Вбивствами займалися не лише розстрільні команди — бійцям кінних загонів як навчальний посібник був виданий «людський матеріал» на якому відпрацьовувалися прийоми шабельного бою — вибудовуючи засуджених до страти в шеренгу, вони практикувалися в рубці їхніх голів.
Трибунали 3-й стрілецької дивізії і 3-о кінного корпусу проводили «відкриті показові процеси проти ворогів народу» в приміщенні театру «Ілюзіон». На цих процесах було засуджено до розстрілу близько 50 священнослужителів та сотні інших людей.
Єдиною організацією, яка хоч якось допомагала засудженим людям, був Американський Червоний Хрест, якому більшовицьке уряд не наважився заборонити допуск до арештованих. Представники Червоного Хреста відвідували концтабори, здійснювали обходи, деяких ув'язнених вдавалося відправляти в госпіталь.
Наприкінці грудня 1920 року феодосійський ревком ухвалив рішення про арешт буржуазії та спекулянтів, зареєстрованих біржею праці (за ініціативи голови ревкому Турчинського та Нужбіна). З цієї категорії арештовувалися навіть такі незначні підприємці як молочниця Мундель, пекар Баранов, кравець Поляков. У подальшому заарештованих розстріляли. За свідченням Квашніна-Самариной, було заарештовано велику кількість жінок, переважно сестер милосердя, які містилися в окремих приміщеннях. Була «розкрита організація „зелених“» — розстріляно 3 гімназиста та чотири гімназистки у віці 15—16 років. Одночасно проводилося пряме пограбування населення, в тому числі і пролетарського походження. На руки залишалося від однієї до трьох пар білизни, по одній подушці на людину, одній парі черевиків тощо (в залежності від категорії), решту вилучалося як надлишки. Найкраще з того, що реквізуєвалося, ділилися між чекістами.
Тільки до квітня 1921 розстріли пішли на спад, щоб знову посилитися в травні 1921 року. Розстріли стихли лише в жовтні того ж року і більшовики почали знищувати сліди злочинів — рови з трупами жертв терору засипалися негашеним вапном, а зверху землею… але і наприкінці XX століття дощі вимивали із землі людські кістки.

Залишив спогади про ці дні поет Максиміліан Волошин. Він жив у Феодосії в одному будинку з «трійкою», особисто спілкувався з усіма засудженими до вищої міри «соціального захисту». Одного разу бачив у розстрільних списках власне ім'я, але того разу йому дали разову можливість викреслити з розстрільного списку в тисячу засуджених до розстрілу двісті осіб. У листі до К. В. Кандаурова від 24 квітня 1921 він написав: 
Страшнішого часу Крим не переживав. За 5 місяців страчено 30 тисяч (скільки у всій Франції за 10 років Французької революції). Я весь час борюся з терором (хоча за клопотання стратять), кілька десятків вдалося вирвати. Дещо гарантує те, що те саме робив при Денікіні та Врангелі для комуністів. Взимку, через велику кількість доносів, виїхав з Феодосії, але тепер повертаюся і влаштовую у себе санаторій для художників. Необхідна підтримка з центру… не раз телеграфував Горькому та Луначарському, посилав списки заарештованих художників…

### Оцінки кількості жертв
За підрахунками різних дослідників у Феодосії було розстріляно від 6000 до 12 000 осіб.
Чорною сторінкою кримського червоного терору є розправа з працівниками товариства Червоного Хреста, медперсоналом госпіталів та пораненими, учинені більшовицькою владою.

### Пам'ять
Пам'ятний хрест, присвячений жертвам червоного терору в Феодосії, був встановлений 2 травня 2005 на березі Чорного моря поруч з древньою церквою Іверської Божої Матері. Ідея встановлення хреста належить В. З. Заміховський, колишньому головному архітектору та художнику Феодосії. Пам'ятник був створений за проектом художника Піскарьова.